# Окичоби
Окичоби (на английски: Lake Okeechobee) е сладководно отточно езеро в югоизточната част на Съединените американски щати, в южната част на щата Флорида, между градовете Орландо на север и Маями на юг. Площ – 1890 km², обем – 5,2 km³, максимална дълбочина – 3,7 m, средна – 2,7 m.
Езерото Окичоби е разположено във варовиков район, на н.в. от 3,74 до 5,49 m в блатисти райони. Дължината му от север на юг е 57,5 km, а ширината – до 46,6 km. Бреговете му са предимно заблатени, а на отделни места са малко по-високи. В него са разположени няколко малки блатисти островчета, най-голямо от които е Крамер. Годишните колебания на водното му ниво достигат до 1,75 m. От север в него се влива река Кисими (216 km), а оттокът му се осъществява по изкуствено изградени канали, които го съединяват с Атлантическия океан на изток и с река Калусахатчи, вливаща се в Мексиканския залив на запад. Изградените канали регулират годишния му отток и служат за осушаване на околните блата.
Езерото е обитавано от голяма популация от алигатори. През 2007 г. високите температури намаляват площта на езерото и ная̀ве излизат както древни индиански артефакти, така и съвременни отпадъци. По брега му са разположени няколко малки градчета: Клуистън, на югозападния бряг (резерват на индианците семиноли), Саут Бей (на южния бряг), Пахоке (на югоизточния), Тейлър Крийк (на северния).